# Mutellina caucasica
Mutellina caucasica là một loài thực vật có hoa trong họ Hoa tán. Loài này được (Sommier & Levier) Lavrova mô tả khoa học đầu tiên năm 1993.